# Tracy Smith
Tracy Smith, född 30 november 1964, är en friidrottare från Kanada. Han deltog vid olympiska sommarspelen 1988.